# Грасгоф, Отто
Отто Эрнст Фридрих Грасгоф (нем. Otto Ernst Friedrich Grashof; 12 июня 1812, Пренцлау, Пруссия — 23 апреля 1876, Кёльн) — немецкий художник, рисовальщик, гравёр, портретист, исторический живописец, баталист, анималист, пейзажист.

## Биография
Сын протестантского теолога. Обучаясь в гимназии, брал уроки рисунка у кёльнских живописцев, среди них у Франца Каца. Затем обучался в Дюссельдорфской академии художеств (1826—1837), где среди его учителей был Фердинанд Теодор Хильдебрандт. В 1829—1832 годах учился в мастерской художника Карла Вильгельма Ваха в Берлине.
Посещал Прусскую академию искусств. В 1830 году художник исполнил ряд семейных портретов и картин. Его работы в 1834 году экспонировались на выставке Общества художников в Кёльне.
В 1838 году отправился в Санкт-Петербург, где по частным заказам писал портреты аристократии. С 1841 по 1843 жил в Москве, там познакомился с композитором Ференцем Листом и написал его портрет. В 1843 году вернулся в Петербург, где создал 28 портретов для семьи Лазаревых, а также работал по заказам княгини Меншиковой. Несколько его картин попали в коллекцию императора Николая I. В 1845 году он вернулся в Берлин.
Художник Петер Йозеф фон Корнелиус познакомил его с Александром фон Гумбольдтом, который в 1800-х годах путешествовал по Латинской Америке. Рассказы учёного вдохновили О. Грасхофа на поездку в Южную Америку. В 1848 году Грасхоф представил на выставке Берлинской академии несколько картин, отражающих впечатления от поездки в Россию.
В 1852 году Грасгоф, отправился в Испанию, а оттуда в Буэнос-Айрес, однако в Аргентине шла революционная война, поэтому в 1853 году он отправился в Монтевидео, где встретился с путешественником герцогом Паулем Вильгельмом Вюртембергским, который предложил посетить Чили, куда он приехал в октябре 1853 года. В 1855 году отправился в Бразилию, природа и культура которой очаровали художника.
В 1857 году на обратном пути на родину посетил Мадейру, Лиссабон, Париж, Брюссель и Антверпен.
За заслуги в области искусства и литературы был удостоен золотой медали 1-го класса, в 1853 г. награждён рыцарским крестом ордена Розы, он также имел титул «художника русского императора и бразильского придворного живописца».
Его племянник — механик и машиностроитель Франц Грасгоф.

Галерея
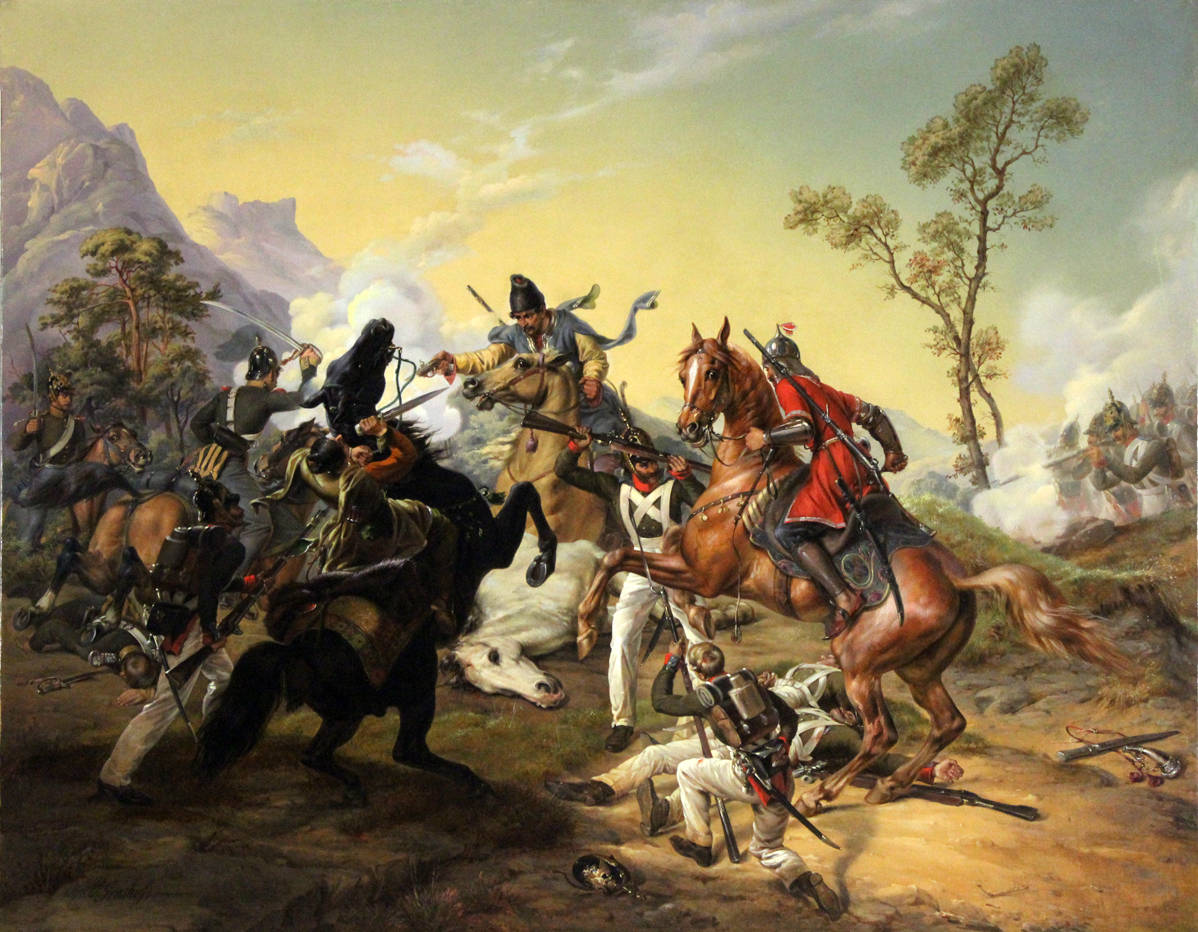
Эпизод битвы
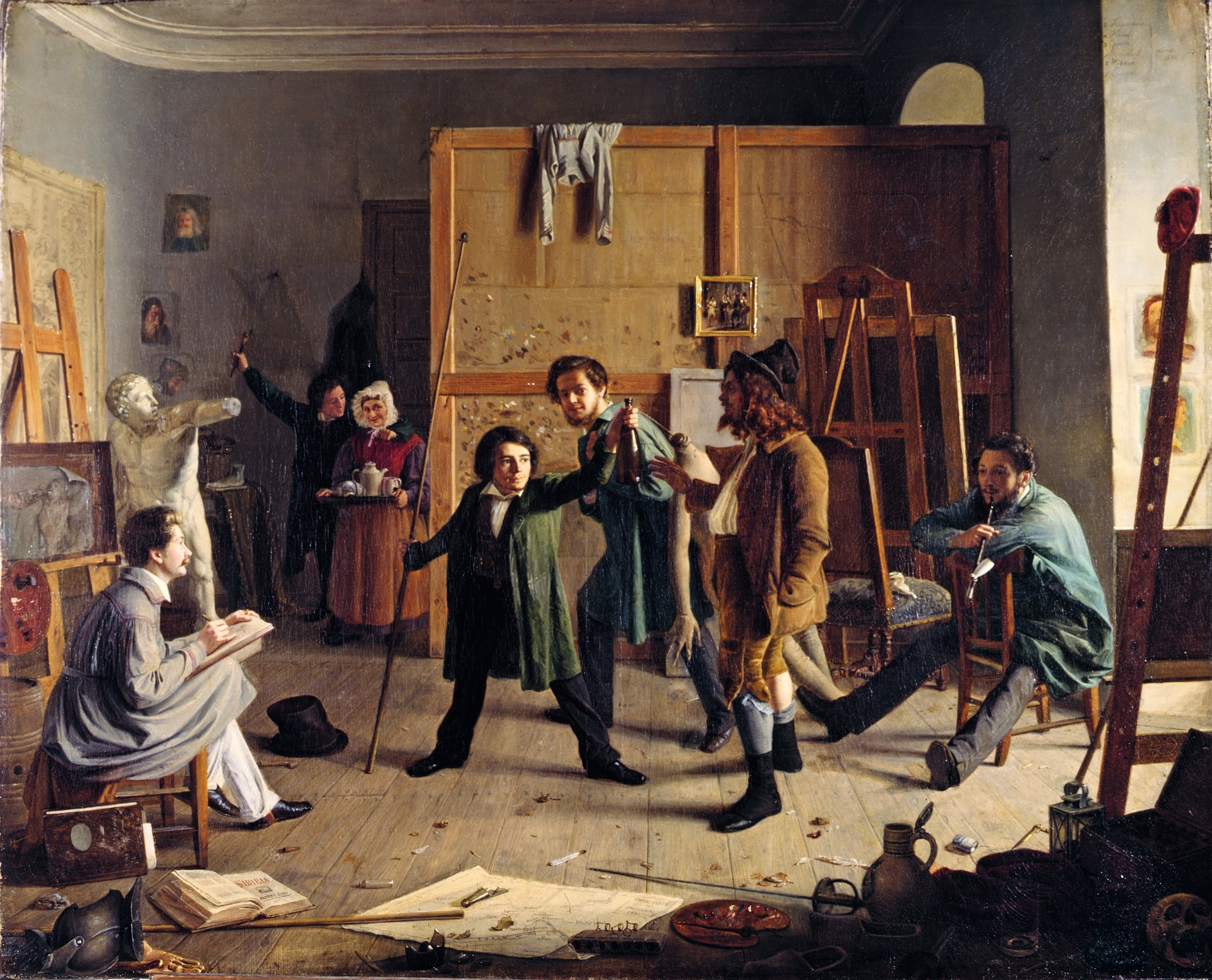
Сцена в мастерской художника. О. Грасгоф изображён слева
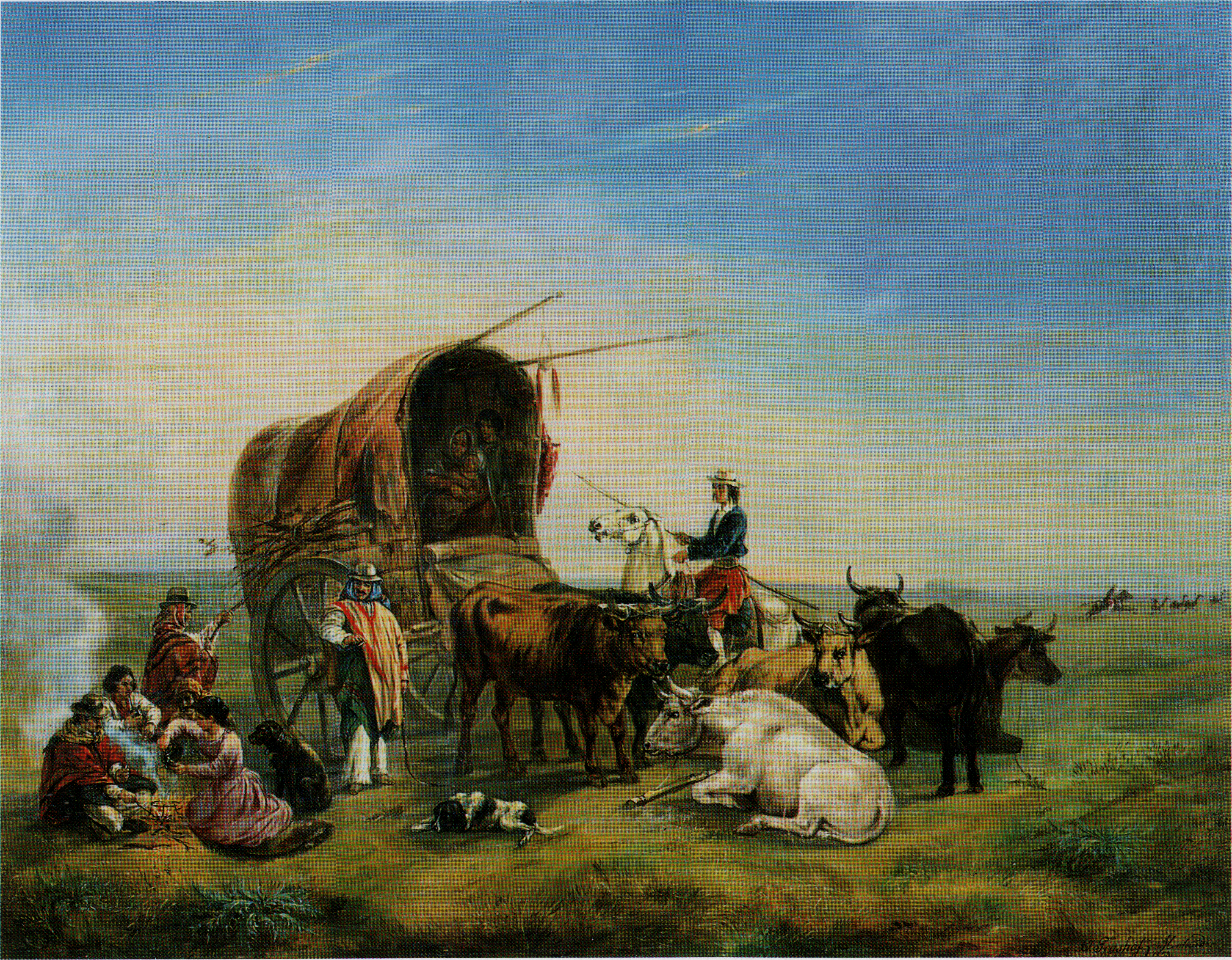
О. Грасгоф. Стоянка в степи
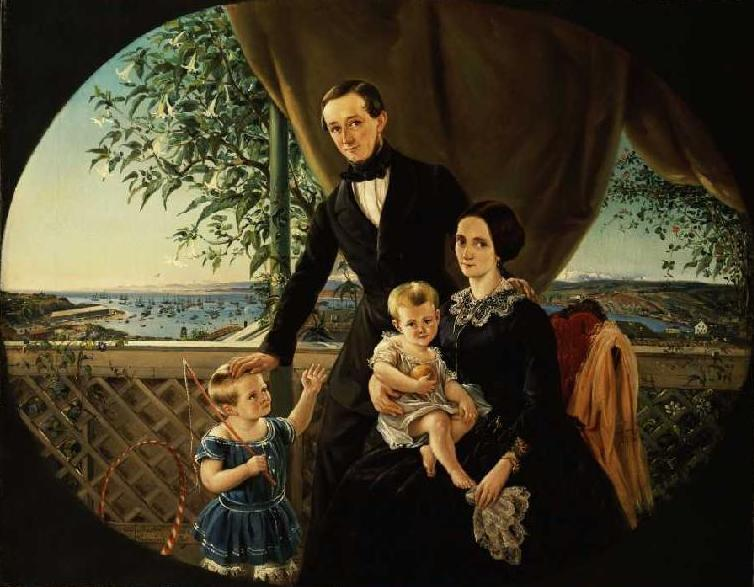
Портрет семьи на террасе в Вальпараисо